# Pepper Potts
Virginia Potts, detta "Pepper", è un personaggio dei fumetti, creato da Stan Lee (testi) e Don Heck (disegni), pubblicato dalla Marvel Comics. La sua prima apparizione avviene in Tales of Suspense (vol. 1) n. 45 (settembre 1963).
Pepper è la segretaria personale, nonché fidanzata storica di Tony Stark. Nel corso della sua vita editoriale ha subito una notevole evoluzione fino a diventare a sua volta una donna d'affari nonché una supereroina col nome in codice di Rescue.
Originariamente ispirata a Ann B. Davis nel suo celebre ruolo di Schultzy in The Bob Cummings Show, appena cinque numeri dopo il suo esordio tali fattezze sono state completamente cambiate poiché definite "troppo simili". A partire dal 2010 l'aspetto del personaggio inizia ad essere, occasionalmente, basato su quello di Nicole Kidman.

## Biografia del personaggio

### Primi anni
Virginia Potts, soprannominata sin dall'infanzia "Pepper" (in italiano: "peperoncino") per via delle sue lentiggini e dei capelli rossi, viene assunta da Tony Stark come sua segretaria personale dopo averlo impressionato correggendo un suo errore di calcolo. Infatuata del suo principale, inizialmente rifiuta la corte fattale da "Happy" Hogan, lo chauffeur e assistente del suddetto, ma, infine, se ne innamora accettando di sposarlo.
La coppia lascia dunque le dipendenze della Stark Industries, trasferendosi in un primo momento nelle Montagne Rocciose e in seguito a Cleveland, città in cui adottano due bambini, poiché convinti dell'impossibilità di concepire figli per vie naturali. Poco tempo dopo, la donna viene rapita da Iron Monger in occasione della battaglia finale tra questi ed Iron Man, venendo in seguito salvata dallo stesso Iron Man. Nonostante l'atto eroico, Pepper inviterà Iron Man a tenersi comunque alla larga dalla propria vita privata, temendo interferenze da parte del supereroe che potessero rovinare l'idillio costruito assieme ad Happy..
In seguito tuttavia, Pepper e Happy divorziano, apparentemente per un tradimento da parte della donna, e ritornano entrambi a lavorare per Tony, finendo per riappacificarsi e risposarsi sebbene poi, durante la guerra civile dei superumani, Happy rimanga gravemente ferito in uno scontro con Spymaster e cada in coma. Pepper, in accordo con quelle che sa essere le volontà del marito, chiede a Tony di praticare l'eutanasia.

### Supereroina
Successivamente, Pepper aderisce all'Iniziativa dei 50 Stati col nome in codice di Hera, divenendo la leader della divisione della California, "L'Ordine", di cui supervisiona le operazioni da dietro le quinte. Nel frattempo riallaccia i rapporti con Stark che, dopo la dismissione del gruppo, le offre un nuovo lavoro nel settore di ricerca della Stark Enterprise ove, qualche tempo dopo, è vittima di una delle bombe umane di Zeke Stane. Per salvarla, Tony le impianta nel petto un Reattore Arc simile a quello che lo ha tenuto in vita per anni, cosa che, oltre a salvare la vita della donna, sembra dotarla di poteri sovrumani.
In seguito Pepper diventa l'amministratrice delegata delle Stark Industries ed ottiene un'armatura realizzata apposta per lei da Tony, grazie alla quale, col nome in codice di "Rescue", inizia ad assistere Iron Man nel corso delle sue missioni diventandone sia la fidanzata che la partner sul campo, contribuendo anche alla lotta contro l'H.A.M.M.E.R. e il suo successivo smantellamento. Tuttavia la sua relazione con Stark risulta compromessa dalla conseguente amnesia di quest'ultimo.
L'attività come supereroina di Pepper va avanti ancora per qualche tempo finché J.A.R.V.I.S., l'intelligenza artificiale che l'aiuta a controllare l'armatura di Rescue, impazzisce portando la donna a disattivarla ritornando poi alla sua vita civile. Quando però Tony subisce un'inversione della propria "bussola morale" divenendo egoista, megalomane e alcolista estorcendo denaro agli abitanti di San Francisco come pagamento per l'erogazione quotidiana di extremis nel loro organismo, Pepper indossa nuovamente l'armatura di Rescue e lo affronta per farlo ragionare ma, fallito il tentativo, decide di servirsi dei media per smascherare il suo complotto rivelando all'opinione pubblica del mostro che è diventato.

## Poteri e abilità
Inizialmente una comune umana, Pepper ha tuttavia sempre dimostrato di essere dotata di una grande intelligenza, nonché di possedere una fine mente strategica e organizzativa. Dopo aver subito l'installazione del Reattore Arc, il suo organismo ha subito varie modifiche a livello strutturale: il suo acufene è sparito (donandole un udito perfetto) il suo metabolismo si è ridotto ed ha ottenuto la strana capacità di recepire i campi magnetici e servirsene al fine di levitare.

### Rescue
L'armatura di Rescue, il cui nome ufficiale è Mark 1616, è basata su un sistema di sfruttamento dei campi magnetici a fini repulsivi e non bellici, per cui è completamente diversa da quella di Iron Man (dotata invece di armi). Disegnata specificatamente per le abilità acquisite dalla donna dopo l'impianto del Reattore Arc, oltre ad aumentarne forza, velocità e resistenza fino ai livelli sovrumani, è dotata di un vero e proprio sistema di volo ed amplifica la sua capacità di manipolazione dei campi magnetici fino al punto da consentirle di fermare un aereo a reazione che precipita senza dovervi entrare in contatto. L'armatura ha inoltre un'intelligenza artificiale incorporata di nome J.A.R.V.I.S. che aiuta la donna a controllarla, tuttavia questa sviluppa una pericolosa autocoscienza portando Pepper a disattivarla.
L'armatura appare nella sua prima versione cinematografica in Avengers: Endgame. Denominata Mark XLIV, sfrutta il sistema di nanotecnologia che Stark sviluppa per l'armatura Mark L, il quale permette alla struttura stessa di modificarsi in differenti armi o strumenti. Tinta con i toni del viola e dell'oro, il sistema incorpora l'I.A. F.R.I.D.A.Y. ed è accompagnata da 6 placche indipendenti che concentrano grandi quantità di energia in un potente raggio repulsore.

## Altre versioni

### Amalgam
Nell'universo Amalgam, il magnate dell'aeronautica Hal Stark/Iron Lantern (unione tra Hal Jordan e Tony Stark) ha per assistente Happy Kalmaku (unione tra Happy Hogan e Tom Kalmaku) innamorato, come il suo principale, della pilota Pepper Ferris (unione di Pepper Potts e Carol Ferris) che, però, oltre a essere innamorata di Stark, è anche la supercriminale Madame Sapphire (unione tra Madame Masque e Star Sapphire).

### Rinascita degli Eroi
Nell'universo de La Rinascita degli Eroi, Pepper è l'amante di Tony, nonostante sia fidanzata con il suo capo delle pubbliche relazioni, Happy Hogan.

### Marvel Zombi
Nella serie Marvel Zombi, Pepper viene mutata in zombie da Giant Man e in seguito uccisa da James Rhodes.

### Ultimate
Nell'universo Ultimate, Pepper Potts è un'assistente di Tony che, assieme a Hogan lo tiene monitorato quando usa l'armatura.

## Altri media

### Marvel Cinematic Universe

Pepper Potts interpretata da Gwyneth Paltrow in Iron Man (2008)

Nel franchise del Marvel Cinematic Universe (MCU), Pepper Potts è interpretata da Gwyneth Paltrow:
- In Iron Man (2008) compare in veste di segretaria, assistente personale, confidente, interesse amoroso e unica vera amica di Stark. È stata anche la prima a scoprire le attività di Tony nei panni di Iron Man prima che il miliardario lo rivelasse pubblicamente.
- In Iron Man 2 (2010) viene nominata da Tony amministratrice delegata delle Stark Industries e, nel finale, i due diventano una coppia.
- In The Avengers (2012) ha un ruolo estremamente marginale e contribuisce alla costruzione della Stark Tower.
- In Iron Man 3 (2013) viene catturata da Aldrich Killian e sottoposta a un'iniezione di extremis; successivamente liberata, contribuisce a eliminare il criminale ed è infine curata da Tony.
- Pepper viene solo menzionata nella serie televisiva Agents of S.H.I.E.L.D. (2013-2020).
- Il personaggio viene menzionato nei film Avengers: Age of Ultron (2015) e Captain America: Civil War (2016) dove si scopre che lei e Tony si sono presi una pausa dalla loro relazione.
- In Spider-Man: Homecoming (2017), Pepper appare alla fine in cui si scopre che lei e Tony sono tornati insieme.
- In Avengers: Infinity War (2018), Pepper e Tony sono al parco dopo aver fatto ginnastica e, parlando fra loro, si scopre che stanno preparando i preparativi per il loro imminente matrimonio, tuttavia a interrompere il loro momento romantico sono Dottor Strange e Bruce Banner, che vengono a reclutare Tony per aiutarli a sconfiggere il Titano Pazzo Thanos per impedirgli di collezionare tutte le Gemme dell'Infinito e cancellare dall'esistenza metà delle forme di vita dell'universo. In seguito Iron Man, dopo essere salito sull'astronave di alcuni invasori alieni al servizio di Thanos per salvare Strange, viene contatto da Pepper che lo supplica di andarsene dalla nave e tornare sulla Terra prima che il segnale svanisce bloccando la chiamata con Tony che riluttantemente è costretto a non esaudire le suppliche preoccupate di Pepper.
- In Avengers: Endgame (2019) Pepper, sopravvissuta allo schiocco di Thanos, grazie a Carol Danvers si ritrova con Tony. Passano cinque anni e i due ormai si sono sposati e hanno avuto una figlia di nome Morgan. Nella battaglia finale contro Thanos indossa l'armatura costruita da Tony assumendo l'identità di Rescue e insieme agli altri eroi combatte contro l'esercito del Titano Pazzo. A differenza della sua controparte cartacea l'armatura è di colore blu e dispone di una potenza di fuoco paragonabile a quella di Iron Man.
- Pepper Potts compare nella prima serie animata del MCU What If...? (2021).

### Animazione
- Pepper viene menzionata nel film d'animazione Ultimate Avengers 2.
- Il personaggio compare nel film animato L'invincibile Iron Man dove, differentemente dalla controparte cartacea, è britannica.
- Pepper compare nell'anime Iron Man: Rise of Technovore.

### Televisione
- Pepper è presente in vari episodi della serie animata The Marvel Super Heroes.
- Il personaggio, ribattezzato Patricia "Pepper" Potts, compare in Iron Man: Armored Adventures. In tale versione è una ragazzina adolescente coetanea di Tony e Rhoedey, dapprima ignara della doppia identità dei due amici, in seguito la scopre e fa loro da supporto iniziando, successivamente, a combattere al loro fianco con un'armatura e il nome di battaglia di Rescue.
- Pepper Potts compare in Avengers - I più potenti eroi della Terra.
- Il personaggio ha un cameo nell'anime di Iron Man.
- Pepper è presente in LEGO Marvel Super Heroes: Maximum Overload.
- Pepper Potts compare nell'anime Disk Wars: Avengers.

### Videogiochi
- Pepper Potts compare in Marvel: La Grande Alleanza.
- Pepper Potts compare in Iron Man, tratto dall'omonimo film.
- Pepper Potts compare in Iron Man 2, tratto dall'omonimo film.
- Pepper Potts compare in Marvel Pinball.
- Pepper Potts compare come personaggio giocabile in Ultimate Marvel vs. Capcom 3.
- Pepper Potts compare come personaggio giocabile in Marvel Super Hero Squad Online.
- Pepper Potts compare in Marvel Heroes.
- Pepper Potts/Rescue compare come personaggio giocabile in LEGO Marvel Super Heroes.
- Pepper Potts/Rescue compare come personaggio giocabile in LEGO Marvel's Avengers.